# Olof Kajbjer
Olof „olofmeister“ Kajbjer (* 31. Januar 1992) ist ein schwedischer E-Sportler, welcher durch seine Erfolge in der Disziplin Counter-Strike: Global Offensive bekannt wurde. Derzeit spielt er für die US-amerikanische Organisation FaZe Clan.

## Karriere
Kajbjer war bereits in Counter-Strike 1.6 bei kleineren Clans aktiv, mit denen er einige Erfolge auf regionalen Events feiern konnte. Internationale Aufmerksamkeit erreichte der unter dem Nickname olofmeister spielende Schwede aber erst nach dem Umstieg auf Counter-Strike: Global Offensive. Im September 2013 wurde Kajbjer von der Organisation LGB eSports aufgenommen, mit welcher er und sein Team sich für den DreamHack Winter 2013 qualifizieren konnten. Das Lineup überstand die Gruppenphase und schied im Viertelfinale gegen die Ninjas in Pyjamas aus. Beim zweiten Major, der EMS One Katowice 2014, erreichte olofmeister mit seinem Team das Halbfinale und scheiterte dort am späteren Sieger Virtus.pro. Im Mai 2014 trennten olofmeister und sein Team sich von LGB eSports und suchten fortan unter dem Namen TEAMGLOBAL spielend nach neuen Sponsoren.
Während TEAMGLOBAL zerfiel, wurde Kajbjer zusammen mit Freddy „KRiMZ“ Johansson Ende Juni 2014 bei fnatic unter Vertrag genommen. Nachdem sich das neue Quintett bestehend aus Olof „olofmeister“ Kajbjer, Freddy „KRiMZ“ Johansson, Robin „flusha“ Rönnquist, Markus „pronax“ Wallsten  und Jesper „JW“ Wecksell aufeinander abgestimmt hatte, etablierte sich das neue Lineup in der Weltspitze. Während sich olofmeister bei der ESL One Cologne 2014 noch den Ninjas in Pyjamas geschlagen geben musste, erreichte er mit seinem Team im Herbst 2014 jeweils den ersten Platz in den Topligen von Star Ladder, Fragbite Masters und ESEA. Zudem konnte das Lineup den Sieg beim Electronic Sports World Cup 2014 verbuchen. Bei der DreamHack Winter 2014 sorgte olofmeister auf der entscheidenden dritten Map de_overpass im Viertelfinale gegen den späteren Turniersieger Team LDLC für den Aufreger des Turniers. Mithilfe einer Räuberleiter und zwei seiner Teammates konnte Kajbjer sein Spielmodel auf eine überhöhte Position „boosten“, von welcher er regelwidrig große Teile der Map überblicken konnte und so seine Gegner einfach ausschalten konnte. Das Spiel sollte zunächst wiederholt werden; fnatic überließ Team LDLC jedoch den Sieg. Im Jahr 2015 trug olofmeister maßgeblich zu den konstant guten Ergebnissen seines Teams bei. So erzielte Kajbjer bei der ESL One Katowice 2015 überragende 50 Kills allein mit der Pistole Tec-9 und verhalf seinem Team zusammen mit seinen weiteren Frags entscheidend zum Gewinn dieses Majors. Obwohl die Waffe bald darauf von Valve geschwächt wurde, konnte olofmeister auch in den Turnieren des Sommers 2015 durch seine Allround-Qualitäten meist einen positiven K/D-Wert vorweisen. Allein im ersten Halbjahr 2015 konnte Kajbjer über 50.000 US-Dollar Preisgeld und ein Dutzend Siege bei nennenswerten Turnieren für sich verbuchen. Auch die zweite Jahreshälfte von 2015 startete für olofmeister mit dem Sieg seines Teams auf den ESL ESEA Pro League Season 1 Finals und auf der ESL One Cologne 2015 erfolgreich.
In Folge einer Handgelenksverletzung pausierte Kajbjer von April bis Juni 2016.
Seit August 2017 spielt Kajbjer für FaZe Clan. Im Januar 2018 erreichte der Schwede mit diesem Team das Finale des Eleague Major: Boston 2018. Bereits 2017 gewann Kajbjer mit dem europäischen Lineup die Finals der vierten Saison der Esports Championship Series von FACEIT oder die ESL One New York 2017.
Im Mai 2020 kündigte er eine Auszeit vom professionellen E-Sport an.

## Erfolge
Die folgende Tabelle zeigt die wichtigsten Erfolge von olofmeister. Da Counter-Strike in Fünferteams gespielt wird, entsprechen die dargestellten Preisgelder einem Fünftel des gewonnenen Gesamtpreisgeldes des jeweiligen Teams.
| Jahr | Platz   | Turnier                                                  | Team        | Persönliches Preisgeld |
| ---- | ------- | -------------------------------------------------------- | ----------- | ---------------------- |
| 2013 | 5. – 8. | DreamHack Winter 2013                                    | LGB eSports | 02.000 $               |
| 2013 | 2.      | Svenska E-sportcupen 2013 Grand Finals                   | LGB eSports | 010.000 SEK            |
| 2014 | 3. – 4. | EMS One Katowice 2014                                    | LGB eSports | 04.400 $               |
| 2014 | 3. – 4. | Gfinity G3 Lan                                           | fnatic      | 01.000 $               |
| 2014 | 2.      | ESL One Cologne 2014                                     | fnatic      | 010.000 $              |
| 2014 | 1.      | SLTV StarSeries Season X                                 | fnatic      | 02.800 $               |
| 2014 | 1.      | FaceIT League Season 2 Finals                            | fnatic      | 04.000 $               |
| 2014 | 1.      | ESWC 2014                                                | fnatic      | 04.000 $               |
| 2014 | 1.      | Fragbite Masters Season 3                                | fnatic      | 032.000 SEK            |
| 2014 | 5. – 8. | DreamHack Winter 2014                                    | fnatic      | 02.000 $               |
| 2014 | 1.      | ESEA Season 17                                           | fnatic      | 04.000 $               |
| 2015 | 1.      | Clutch Con 2015                                          | fnatic      | 01.600 $               |
| 2015 | 1.      | iOS Pantamera                                            | fnatic      | 03.000 €               |
| 2015 | 1.      | King of Majors                                           | fnatic      | 02.600 $               |
| 2015 | 1.      | ESL One Katowice 2015                                    | fnatic      | 020.000 $              |
| 2015 | 2.      | ESEA Season 18                                           | fnatic      | 05.000 $               |
| 2015 | 2.      | CCS Finals Season 1                                      | fnatic      | 04.000 $               |
| 2015 | 1.      | DreamHack Tours 2015                                     | fnatic      | 04.000 $               |
| 2015 | 1.      | Gfinity 2015 Spring Masters II                           | fnatic      | 05.000 $               |
| 2015 | 2.      | Fragbite Masters Season 4                                | fnatic      | 025.000 SEK            |
| 2015 | 1.      | DreamHack Summer 2015                                    | fnatic      | 04.000 $               |
| 2015 | 1.      | ESL ESEA Pro League Season 1 EU Division                 | fnatic      | 03.600 $               |
| 2015 | 1.      | ESL ESEA Pro League Season 1 Finals                      | fnatic      | 020.000 $              |
| 2015 | 1.      | ESL One Cologne 2015                                     | fnatic      | 020.000 $              |
| 2015 | 1.      | Fragbite Masters Champions Showdown                      | fnatic      | 016.000 SEK            |
| 2015 | 3. – 4. | ESL ESEA Pro League Dubai Invitational 2015              | fnatic      | 05.000 $               |
| 2015 | 2.      | Gfinity Champion of Champions 2015                       | fnatic      | 06.000 $               |
| 2015 | 5. – 8. | DreamHack Cluj-Napoca 2015                               | fnatic      | 02.000 $               |
| 2015 | 2.      | ESL ESEA Pro League Season 2 EU Division                 | fnatic      | 03.000 $               |
| 2015 | 1.      | FaceIT League 2015 Stage 3 auf der DreamHack Winter 2015 | fnatic      | 020.000 $              |
| 2015 | 1.      | Fragbite Masters Season 5                                | fnatic      | 045.000 SEK            |
| 2015 | 1.      | ESL ESEA Pro League Season 2 Finals                      | fnatic      | 020.000 $              |
| 2016 | 1.      | Star Ladder i-League XIV Finals                          | fnatic      | 018.000 $              |
| 2016 | 1.      | ESL Expo Barcelona CS:GO Invitational                    | fnatic      | 06.400 €               |
| 2016 | 1.      | IEM X – World Championship                               | fnatic      | 020.800 $              |
| 2016 | 5. – 8. | MLG Major Championship: Columbus 2016                    | fnatic      | 07.000 $               |
| 2016 | 3. – 4. | Esports Championship Series Season 1 – Finals            | fnatic      | 016.000 $              |
| 2016 | 3. – 4. | ESL One Cologne 2016                                     | fnatic      | 014.000 $              |
| 2016 | 2.      | Eleague Season 1                                         | fnatic      | 028.000 $              |
| 2017 | 3. – 4. | Eleague Major: Atlanta 2017                              | fnatic      | 014.000 $              |
| 2017 | 2.      | DreamHack Summer 2017                                    | fnatic      | 04.000 $               |
| 2017 | 5. – 8. | PGL Major: Kraków 2017                                   | fnatic      | 07.000 $               |
| 2017 | 1.      | ESL One New York 2017                                    | FaZe Clan   | 025.000 $              |
| 2017 | 1.      | Eleague Premier 2017                                     | FaZe Clan   | 100.000 $              |
| 2017 | 2.      | IEM XII – Oakland                                        | FaZe Clan   | 010.800 $              |
| 2017 | 3.      | BLAST Pro Series: Copenhagen 2017                        | FaZe Clan   | 05.000 $               |
| 2017 | 1.      | BLAST Pro Standoff: Copenhagen 2017                      | FaZe Clan   | 04.000 $               |
| 2017 | 2.      | ESL Pro League Season 6 – Finals                         | FaZe Clan   | 020.000 $              |
| 2017 | 1.      | Esports Championship Series Season 4 – Finals            | FaZe Clan   | 050.000 $              |
| 2018 | 2.      | Eleague Major: Boston 2018                               | FaZe Clan   | 030.000 $              |
| 2018 | 2.      | IEM XII – Katowice: World Championship                   | FaZe Clan   | 020.400 $              |
| 2018 | 3. – 4. | V4 Future Sports Festival 2018                           | FaZe Clan   | 010.000 €              |
| 2018 | 1.      | Epicenter 2018                                           | FaZe Clan   | 030.000 $              |
| 2018 | 3. – 4. | IEM XIII - Chicago                                       | FaZe Clan   | 04.000 $               |
| 2018 | 1.      | BLAST Pro Series: Lisbon 2018 Pro Standoff               | FaZe Clan   | 04.000 $               |
| 2019 | 1.      | Eleague CS:GO Invitational 2019                          | FaZe Clan   | 016.000 $              |
| 2019 | 1.      | BLAST Pro Series: Miami 2019                             | FaZe Clan   | 025.000 $              |
| 2019 | 3. – 4. | DreamHack Masters Dallas 2019                            | FaZe Clan   | 04.400 $               |
| 2019 | 2.      | BLAST Pro Series: Los Angeles 2019                       | FaZe Clan   | 010.000 $              |
| 2019 | 1.      | BLAST Pro Series: Copenhagen 2019                        | FaZe Clan   | 025.000 $              |
| 2019 | 1.      | BLAST Pro Series: Global Final 2019 - Pro Standoff       | FaZe Clan   | 04.000 $               |
| 2020 | 1. – 3. | BLAST Premier: Spring 2020 Regular Season                | FaZe Clan   | 010.000 $              |

## Auszeichnungen
- 2014: Platz 12 der HLTV.org Bestenliste[10]
- 2015: Platz 1 der HLTV.org Bestenliste[11]
- 2016: Platz 8 der HLTV.org Bestenliste[12]
- 2017: Platz 19 der HLTV.org Bestenliste[13]

## Streaming
Olof „olofmeister“ Kajbjer streamt seit dem Frühjahr 2015 regelmäßig auf dem Spielestreamingportal Twitch. Dabei erreicht er meist eine Reichweite von über 10.000 Personen. Ein Höhepunkt des Streams war ein 1 vs. 1-Showmatch gegen Jarosław „pasha“ Jarząbkowski im Mai 2015. Kajbjer konnte das Match und die spontan ausgemachte Wettsumme von 500 $ gewinnen.